# 微軟新注音輸入法
微软新注音输入法是微软公司的智能化注音输入法，是一种以语句输入为特征的第三代输入法。

## 版本历史
- 微軟新注音輸入法4.0

- 微軟新注音輸入法98a

- 微軟新注音輸入法2003

- 微軟新注音輸入法2007

- 微軟新注音輸入法2010

- 微軟新注音輸入法2013

- 微軟新注音輸入法2019

## 功能

### 輸入法整合器
可在右鍵功能表中開啟，或使用快速鍵Ctrl+Alt+,開啟。包含手寫輸入、筆畫查詢、部首查詢和標點符號查詢4個功能。

### 多功能前導字元
可使用鍵盤左上角的「`」鍵作為前導字元，其具有Big5碼輸入（加按「B」鍵）、Unicode碼輸入（加按「U」鍵）以及全形標點符號輸入（例如加按「,」鍵可輸入「，」，加按「:」鍵可輸入「：」等）。

### 萬用調號字元
可使用「=」，「\」，「[」或「]」鍵做為萬用調號字元，可在無法確定調號時使用。

### 智慧型輸入模式自動切換
可在輸入的注音符號組合不符合讀音規則時，將其轉為英文字母或數字。

### 自訂相近音輸入
可將讀音相近的注音符號（例如「ㄣ」與「ㄥ」）視為相同。

### 忽略調號
開啟後可全面忽略調號，使用空白鍵完成單字輸入。

### 鍵盤
提供四種注音鍵盤：大千鍵盤，倚天41鍵鍵盤，IBM鍵盤，精業鍵盤，三種拼音鍵盤：漢語拼音，國音二式，通用拼音。並提供「自訂鍵盤」功能。

## 问題

### 國音二式
- 「ㄐㄧㄠ」的國音二式正式拼法为jiau，微軟新注音輸入法刻意取「jieu」的拼法，原因不明；可見輸入法說明。
- 國音二式模式下无法輸入「ㄛ」各声調汉字，如「喔」、「哦」等。
- 「．ㄇㄜ」（me）下无字，欲輸入「麼」要打「mo」（．ㄇㄛ）。

## 外部連結
- 下載Microsoft Office 輸入法 2010 （页面存档备份，存于）